# A-Grade Investments
A-Grade Investments es una firma de Capital Riesgo fundada en 2010 por el actor Ashton Kutcher, el mánager Guy Oseary y el inversor multimillonario Ron Burkle para invertir en start-ups de compañías de tecnología. La compañía tiene sede en Los Ángeles, California.

## Fundación y socios
Ashton Kutcher, Guy Oseary, y Ron Burkle habrían invertido en tratos de capital inversión individualmente, entonces, en 2010, formaron A-Grade investments para invertir en startups de tecnología como grupo.
Abe Burns es la cabeza de las operaciones digitales de la firma. Chris Hollod es un socio y trabaja directamente con los fundadores para manejar el fondo.
En 2012 Kutcher, Oseary y Burkle levantaron capital adicional de diferentes multimillonarios, como David Geffen y Mark Cuban.
El 1 de mayo de 2013, en el escenario de TecCrunch Disrupt NYC, Kutcher y Oseary confirmaron los rumores de que el fondo estaba evaluado sobre los $100 millones de dólares.
En marzo de 2016, Forbes publicó un artículo sobre A-grade, titulado "Como Ashton Kutcher y Guy Oseary construyeron un portafolio de $250 millones de dólares con empresas emergentes como Uber y Airbnb con Kutcher cubriendo la portada de la revista, esta se convirtió en el tema más leído en los 99 años de historia de Forbes. El artículo declara que el equipo cambio de $30m a $250 millones de dólares.

## Inversiones
Entre su portafolio, A-grade ha invertido en Spotify, Uber, Shazam, Par, SoundCloud, Muse, y Airbnb. La firma principalmente toma acciones en las etapas tempranas y en rondas de Serie A.
El público objetivo principal de la empresa son consumidores enfocados a los negocios que cambian la manera en que estos comparten información, o en aquello que interrumpa los mercados tradicionales.
En una entrevista de 2011 con The New York Times, Kutcher dijo, “ busco compañías que solucionan sus problemas de manera inteligente y sin tensión, que rompan las barreras.”
En una entrevista de 2013 con The daily Telegraph, Kutcher dicho, “si podemos crear eficiencia en lo que es mundano, entonces podemos acelerar nuestro camino a la felicidad. Las compañías que hagan esto ultimo bien son aquellas que buscan la felicidad. El dinero te perseguirá si encuentras la manera de ayudar a las personas a encontrar amor, amistad o salud.”

## Activos
- Katango, adquirido en 2011[9]
- GroupMe, adquirido en 2011[10]
- Socialcam, adquirido en 2012[11]
- Bufferbox, adquirido en 2012[12]
- Summly, adquirido en 2013[13]
- Interaxon (Musa)
- Nido, adquirido en 2014[14]
- Gyft, adquirido en 2014[15]
- SmartThings, adquirido en 2014[16]